# Holmes Block
Holmes Block är en kulle i Antarktis. Den ligger i Östantarktis. Nya Zeeland gör anspråk på området. Toppen på Holmes Block är 1 855 meter över havet.
Terrängen runt Holmes Block är varierad. Trakten är obefolkad. Det finns inga samhällen i närheten.